# Смолярик
Смоля́рик (Myrmecocichla) — рід горобцеподібних птахів родини мухоловкових (Muscicapidae). Представники цього роду мешкають в Африці на південь від Сахари. 

## Види
Виділяють вісім видів:
- Смолярик чорний (Myrmecocichla nigra)
- Смолярик бурий (Myrmecocichla aethiops)
- Смолярик конголезький (Myrmecocichla tholloni)
- Смолярик південний (Myrmecocichla formicivora)
- Смолярик еритрейський (Myrmecocichla melaena)
- Смолярик білокрилий (Myrmecocichla monticola)[5]
- Смолярик білоголовий (Myrmecocichla arnotti)
- Смолярик савановий (Myrmecocichla collaris)[6]

## Етимологія
Наукова назва роду Myrmecocichla походить від сполучення слів дав.-гр. μυρμηξ — мураха і κιχλη — дрізд.